# コンスタンチン・フェオクチストフ

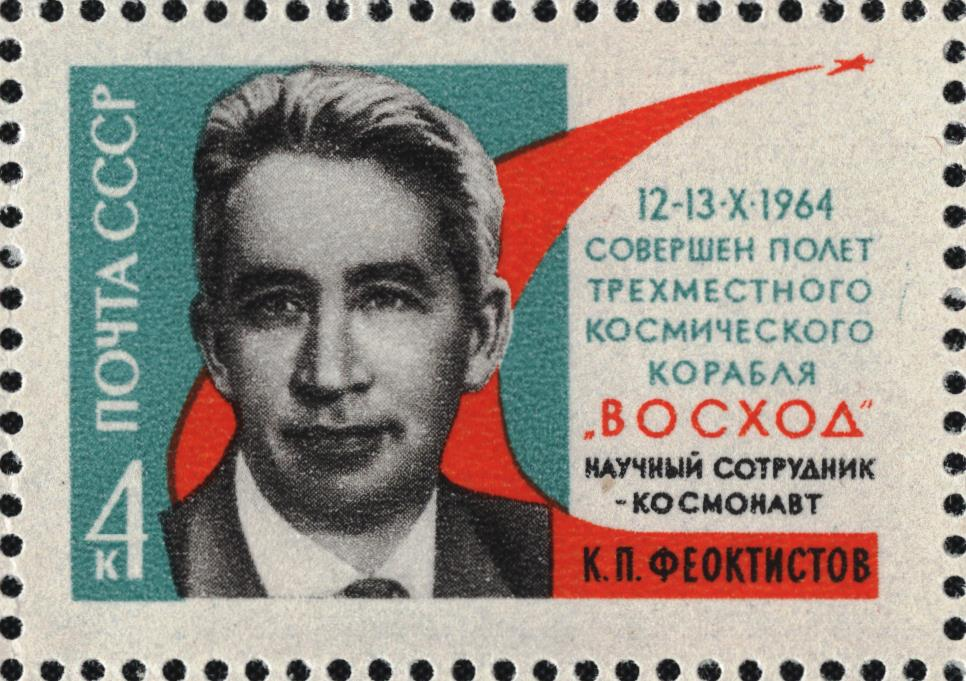
コンスタンチン・フェオクチストフが描かれた1964年ソビエト連邦の切手

コンスタンチン・ペトロヴィチ・フェオクチストフ（Konstantin Petrovich Feoktistov、ロシア語: Константин Петрович Феоктистов、1926年2月7日 - 2009年11月21日）は、ソビエト連邦の宇宙飛行士、宇宙工学者。宇宙技術や宇宙飛行に関する何冊かの著書も書いている。月の裏にあるクレーターフェオクチストフは彼の名前にちなんでいる。
ヴォロネジ生まれ。ナチス・ドイツにヴォロネジが占拠されていた16歳の時、フェオクチストフは赤軍としてナチス・ドイツ軍と戦い、偵察等のミッションを行った。彼は武装親衛隊の捕虜になり、将校に撃たれたが、弾はほほのすぐ右を通り、死を免れた。フェオクチストフは後に抜け出すことに成功し、ソビエトに戻った。
戦後、フェオクチストフはバウマン高等技術学校に入学し、1949年に卒業した。後に物理学の博士号も取った。彼は1955年にミハイル・チホンラホフの設計局に入り、セルゲイ・コロリョフの下でスプートニク宇宙船、ボストーク宇宙船、ボスホート宇宙船、ソユーズ宇宙船等の設計に携わった。この時、フェオクチストフは火星有人探査に向けたイオンエンジンの開発にも携わった。
1964年、フェオクチストフは宇宙飛行士の候補に選ばれ、同年10月に彼は急遽ボスホート1号の乗組員に選ばれた。彼は文民として初めて宇宙を飛行した人物であり、ソビエト連邦共産党に所属しない唯一のソ連人宇宙飛行士である。彼は24時間17分の間、宇宙で過ごした。
ボスホート1号での飛行後、フェオクチストフの訓練は医学的な理由のために中止された。しかしフェオクチストフは地上での仕事を続け、後にソビエト連邦の宇宙設計局長となり、サリュート7号やミールの設計を行った。
S.P.コリョロフ ロケット&スペース コーポレーション エネルギアを退職した後、1990年からバウマン高等技術学校の教授となった。

## 参考
- BBC News (2009-11-22), Former Soviet cosmonaut Konstantin Feoktistov dies 2009年11月29日閲覧。
- Roskosmos (2009-11-22), Умер лётчик-космонавт СССР Феоктистов Константин Петрович 2009年11月29日閲覧。 （ロシア語）
- Associated Northcliffe Digital (2009-11-23), Lasting Tribute to Konstantin Feoktistov 2009年11月29日閲覧。
- Martin Childs (2009-11-28), “Konstantin Feoktistov: Cosmonaut who helped set a space altitude record on Voskhod I”, The Independent 2009年11月29日閲覧。